# Charimkotan

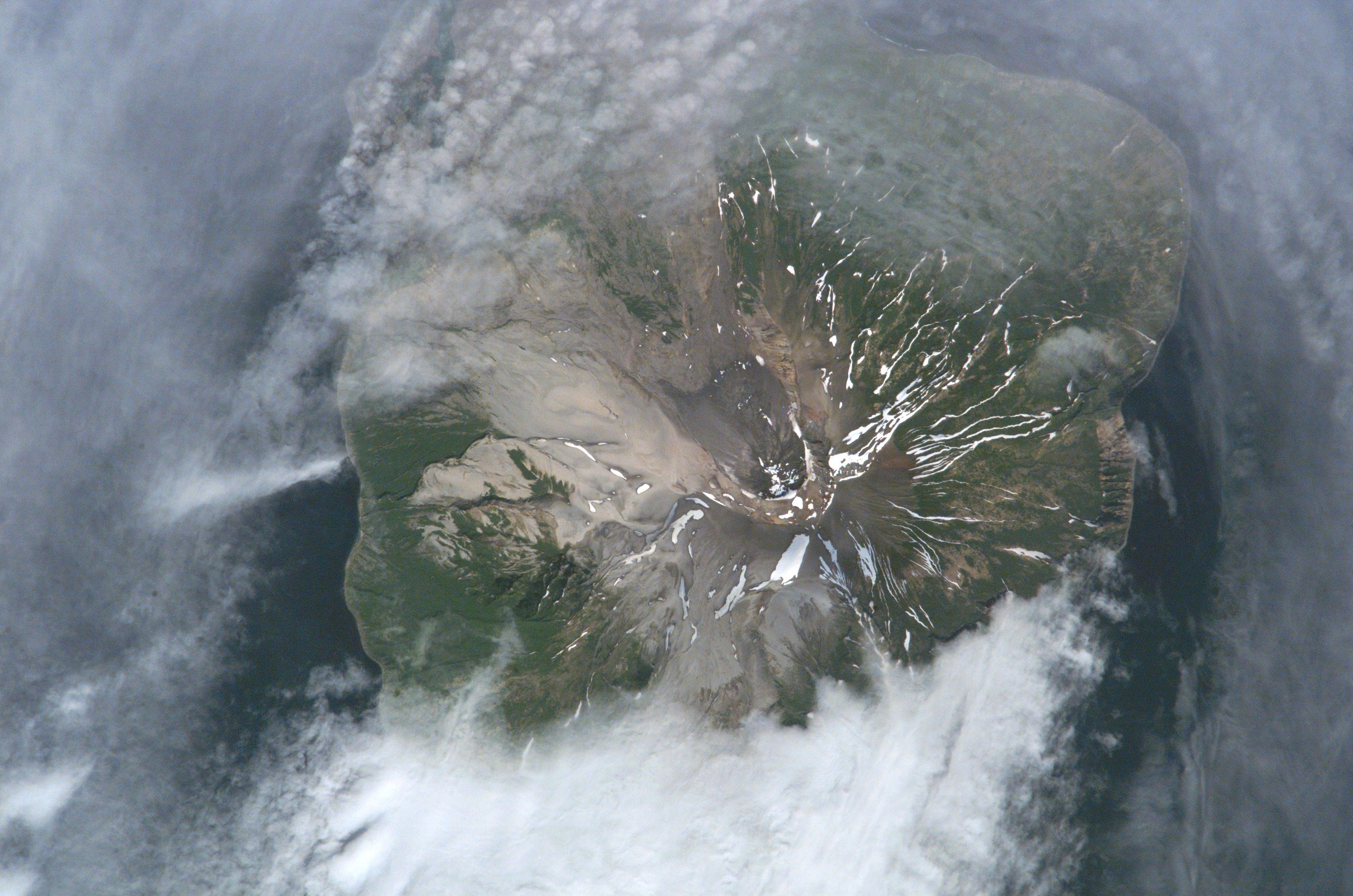

Charimkotan (Russisch: Харимкотан ; Japans: 春牟古丹島, Harumukotan-tō) is een ovaal vulkanisch eiland dat deel uitmaakt van de door Rusland bestuurde Koerilen. Het eiland vormt onderdeel van de Noordelijke groep van de Grote Koerilen en ligt op 13 kilometer ten zuidwesten van Onekotan en ten noordoosten van Sjiasjkotan en Ekarma.
Het eiland heeft een lengte van 13 kilometer van het noordwesten naar het zuidoosten en een breedte van 8 kilometer.

## Vulkanen
Het eiland bestaat uit twee vulkanische toppen, waarvan de hoogste, de Charimkotan, 1213 meter hoog is. Op 2,8 kilometer ten noorden hiervan ligt de veel oudere vulkaan Severgin.
De Charimkotan is een actieve stratovulkaan, die wordt gekenmerkt door twee hoefijzervormige kraters, die ontstonden door de instorting van de hoogste delen van de vulkaan. De resultaten hiervan kunnen ook worden gezien in de vorm van twee schiereilanden ten oosten en noordoosten van de vulkaan, die door het puin uit de vulkaan werden gevormd.
De Severgin of Chokoedaj (1145 meter) stortte in 1933, toen deze nog 1213 meter hoog was, in en zorgde voor een puinlawine, die daarop een tsunami veroorzaakte, die de eilanden Paramoesjir en Onekotan bereikte en waarbij twee mensen om het leven kwamen. Op satellietbeelden kan het pad van het puin worden teruggezien.
De vulkanen lopen op veel plaatsen steil naar beneden. In het westen lopen ze echter geleidelijk af naar de zee en in het oosten loopt de helling relatief geleidelijk af door een versteende lavastroom uit een scheur van de Severgin. Aan de rand van het massief liggen puimstenen en zwavel. Een gedeelte van de westkust bestaat uit grindstrand.

## Flora
Aan de noord- en westzijde stromen twee kleine stroompjes van de hogere delen af. Op de Severgin liggen een aantal kleine meertjes, waarvan het grootste 5 bij 2 kilometer meet. Begroeiing op de rotsen bevindt zich alleen in geërodeerde groeven en aan de voet van de vulkanen en bestaat uit korstmossen en schaarse hoeveelheden hoog gras. Podzolbodems, bestaande uit kraakbeenachtige lemen en zandige gronden, bevinden zich op de lagere gedeelten en aan de voeteinden van het massief.